# Ларионов, Пётр Андреевич
Петр Ларионов, псевдоним «Перунчик» (наст. имя и фамилия Петр Андреевич Ларионов, 1889 — после 1925) — императорской охоты птичник, потомственный смотритель фазанерии, поэт-народник из круга петербургских эгофутуристов, близкий и неразлучный друг русского поэта «Серебряного века» Игоря Северянина.

## Биография
Родился в 1889 году в семье Императорской охоты птичника, из крестьян Саратовской губернии, Сердобского уезда, Сапожковской волости, деревни Кургана, Андрея Ивановича Ларионова и законной жены его Агафьи Сергеевны Ларионовой. В семье Ларионовых воспитывалось 12 детей, 6 мальчиков (Петр, Георгий, Гавриил, Федор, Иван, Андрей) и 5 девочек (Евдокия, Мария, Анна (умерла в младенчестве), Александра, Анна, Ольга), Петр был старшим ребёнком.
Проходил обучение в Егерской школе (согласно приказу № 2925 за 1899 год по Егерской слободе).
В конце 1907 года Константин Михайлович Фофанов, нарекший Петра Ларионова мифологемным псевдонимом «Перунчик», знакомит Петра с Игорем Васильевичем Лотаревым. Примерно в это же время Фофанов вдохновляет Лотарева на псевдоним Северянин.
1908—1912 гг. Петр входит в созданный К. М. Фофановым гатчинский поэтический кружок «новых романтиков»  — будущих футуристов.
В гостях у Фофанова, Петр Ларионов знакомится с Ильей Репиным (автор портрета К. К. Фофанова, крестный отец сына), сближается с Игорем Северяниным.
Петр продолжает работать помощником в Императорском птичнике, перенимает навыки и знания отца. Свободное от работы время проводит на даче у Северянина:
«Лето 1908 г. я проводил на мызе „Ивановка“ (ст. Пудость, Балтийск.жел.дор.) Имение княгини Дондуковой-Корсаковой живописно: малахитно-прозрачная речка, знаменитая своими гатчинскими форелями; ветхая водяная мельница из дикаго камня; кедрово-пихтовый парк с урнами и эстрадами; охотничий дворец Павла I-го, с кариатидами и останками стильной мебели: грациозно-неуклюжие диваны „Маркиз“, п о г а с ш и я бра и проч. Усадьба находится в четырёх верстах от Гатчины. В парке всего три дачи, часто пустующие. Я занимал зелёное шалэ на самом берегу Ижорки.»
После смерти отца в 1912 году вступает в должность фазан-егеря, смотрителя Гатчинского Императорского птичника при Императорской охоте.
31 июля 1914 года был призван на фронт, о чем свидетельствует письмо Игоря Северянина:
28 июля (10 августа) 1914:

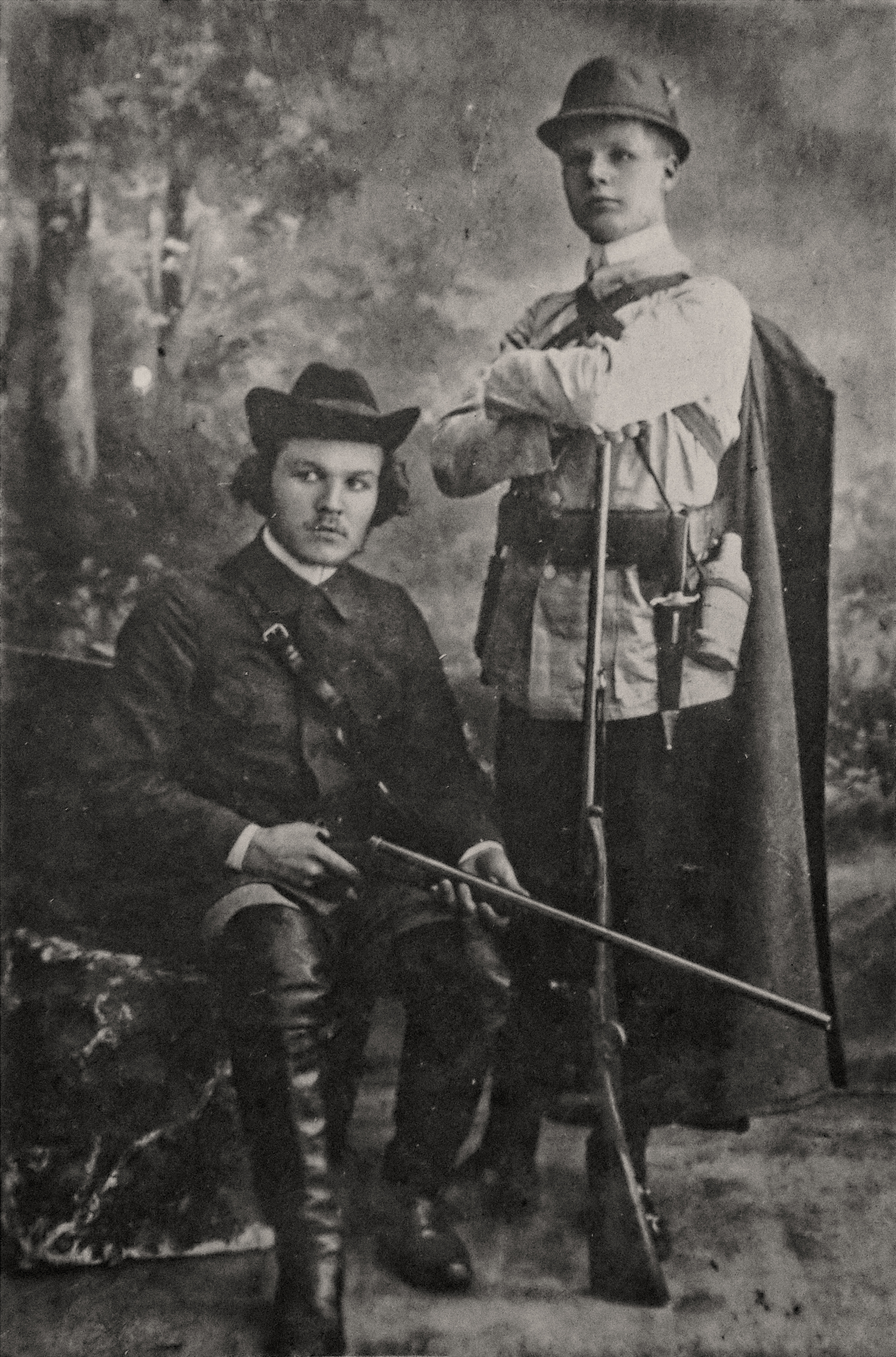
Петр Ларионов (сидит) и предположительно Богомолов Борис Дмитриевич

Пользуюсь, дорогая Анастасия Николаевна, Вашей любезностью — посылаю новейшее стихотворение для «Дня». Мой Перунчик взят на войну! Был вчера у меня весь день. Уходит 31-го. Это мне больно, но он пылает. О, если бы Вы его видели! Я много работаю, гуляю, ожидаю Вас и Федора Кузмича, которого целую пламенно. Мама еще здесь. Живут все мирно, — меня могут взять ежедневно.
Ваш Игорь. Мыза Ивановка 28 июля 1914 г.
31 июля 1914 прибыл в расположение 270-го пехотного Гатчинского полка.
В декабре 1914 — январе 1915 года ранен, направлен в Царскосельский местный военный госпиталь (подпись в стихотворении «Ответ»)
21 августа 1915 года за беззаветную храбрость и неустрашимость проявленную в бою с германцами представлен к Георгиевской медали IV-й степени, № награждения 478166.
В 1917 году согласно Приказу № 37 от 6 июля по бывшей Императорской охоте уволен с занимаемой должности смотрителя птичника.
В 1925 году по сведениям полученным от родных уехал в Ленинград и исчез.

## Творчество

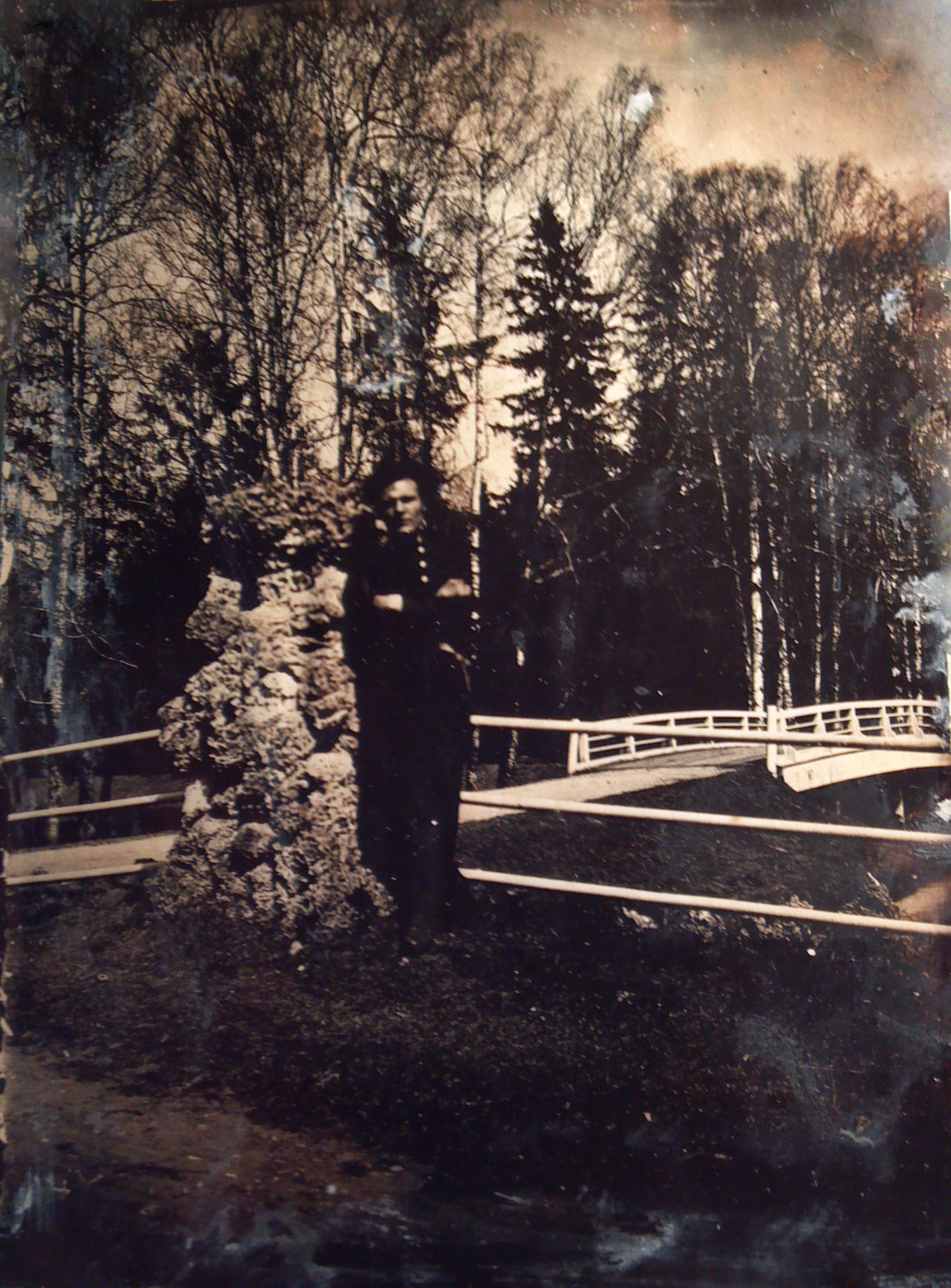
Петр Андреевич Ларионов у моста «Руина», парк «Сильвия»

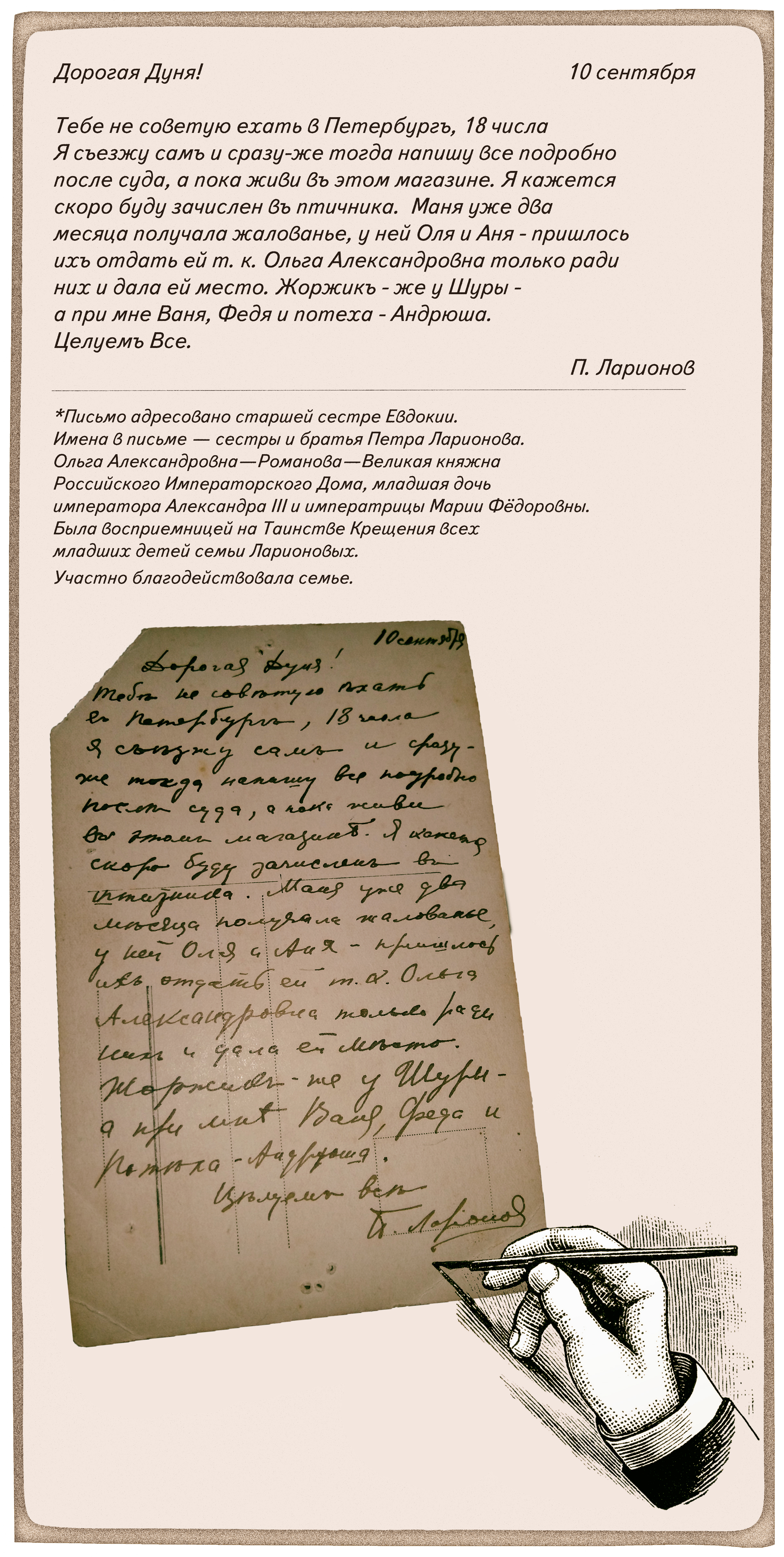
Петр Андреевич Ларионов_письмо с упоминанием Ольги Александровны Романовой

Известные стихотворения Петра Ларионова опубликованные в альманахе «Поэзоконцерт. Избранные поэзы для публичного чтения»:
- «Весенний вечер» посв. Игорю Северянину («Весенний вечер догорал пылая огненною далью...») (1909);[8]
- «Душа поэта» («Пускай судьба томит жестоко, пускай не вижу алых дней…»);
- «Они, нарядные, молчат» («Они, нарядные, молчат, — Зато их взоры — ласки…») (1908);
- «Ответ» («Не упрекай меня за долгое молчанье…») (1915);
- «Жажда жизни» («От сердца шлю к тебе привет, привет весны цветущей…»);

## Посвящения
Петру Ларионову посвящены многие строки и стихотворения Игоря Северянина:
- «Триолет» («Мне что-то холодно… А в комнате тепло…») (1909);[9]
- «Перунчик» («Я хочу, чтобы знала Россия…») (1914);[10]
- «Высшая мудрость» («Я испытал все испытанья…») (1918)[11]
- «Падучая стремнина» (роман в 2-х частях) (1920—1921);[12]

« (…) С Перунчиком, поэтом-анархистом, Моих же лет, с которым я случайно У Фофанова сблизился весною, Уехали мы в Пудость, где избушку На курьих ножках сняв, ловили рыбу, Мечты, стихи и девок деревенских(…)»
```
«(...)Андрей Антоныч, краснощекий мельник,                                                                                                                                                                                                                                                                                                                                          Катюлиньку любовницей имевший,                                                                                                                                                                                                                                                                                                                               Печальную и скромную простушку,                                                                                                                                                                                                                                                                                                                                              Наш постоянный ярый собутыльник,                                                                                                                                                                                                                                                                                                                                                           Вдруг воспылал к моей Предгрозе страстью,                                                                                                                                                                                                                                                                                                                                       Ответной в девушке не возбуждая.                                                                                                                                                                                                                                                                                                                                          И как-то раз, во время запоздалой                                                                                                                                                                                                                                                                                                                                 На мельнице пирушки нашей, вздумал                                                                                                                                                                                                                                                                                                                                               Меня убить из ревности, огромным                                                                                                                                                                                                                                                                                                                                                          Ножом взмахнул над головой моею.                                                                                                                                                                                                                                                                                                                                       
Перунчик
, благородный мой приятель,                                                                                                                                                                                                                                                                                                                                         Взревел, как тигр, и мельника за плечи                                                                                                                                                                                                                                                                                                                                Схватив, швырнул под стол, тем спас мне жизнь.                                                                                                                                                                                                                                                                                                                                                         С утра чем свет пришел Андрей Антоныч                                                                                                                                                                                                                                                                                                                                                          В избушку к нам с мольбою о прощеньи.                                                                                                                                                                                                                                                                                                                                     И я, его отлично понимая,                                                                                                                                                                                                                                                                                                                                          Сердиться и не думал. В этот вечер                                                                                                                                                                                                                                                                                                                                 Веселую справляли мировую.                                                                                                                                                                                                                                                                                                                                                 И с той поры не трогал он Предгрози,                                                                                                                                                                                                                                                                                                                                                          Ко мне питая искреннюю дружбу.                                                                                                                                                                                                                                                                                                                                       Хорошее, читатель, было время!(...)»
```

- «Поэма между строк» («Мечты мои всегда у моря…») (1914);[13]Стояли в полночь у обрываЯ, мой Перунчик и жена…Как Эда Финского залива,Светила блондная луна(…)

В Январе 1917 года Игорь Северянин будучи в Гатчине отмечает Петра Ларионова в стихотворении посвященном совместной встрече нового года:

Липковскую, Леньи и Боронат

Мы слушали в лазоревой гостиной.

Вкушая упоэнье, как гранат,

Осенены мечтаний паутиной.

В беседе мирной, дружной, как семья,

Порхающей вокруг литературы

Мы ждали полночи. Как школьная скамья,

Сближают поэтичные натуры.

Рассказывал «Перунчик» о былом,

«Походах» Игоря, моментах поражений…

И грезилось в тумане голубом

Минувшее от ярких выражений(…).

## Изданные сочинения
- Поэзоконцерт (Альманах). М.: Типография «Крестного календаря» А. Гатцука, 1918 г.. Опубликованы стихи: 1. Игоря Северянина. 2. Марии Кларк. 3. Петра Ларионова. 4. Льва Никулина. 5. Елизаветы Панаиотти. 6. Кирилла Халафова.
- «Водяная мельница». 1922 г. Вологда : Северосоюз, 1922. — 34 с. (сборник стихотворений)
- Поэтический сборник «Стихи о деревне про всякий день» 1925 г.[16]